# Skin (US-amerikanische Band)
Skin (auch The World Of Skin) war ein musikalisches Seitenprojekt von Michael Gira, Sänger und Bandchef der US-amerikanischen Formation Swans, und Swans-Sängerin Jarboe.

## Bandgeschichte
Die von Michael Gira 1982 formierten Swans durchliefen zunächst eine mit monoton-rhythmischen und atonalen Klängen experimentierende Power-Rock-Phase. Beginnend mit ihrer Coverversion von Joy Divisions Love Will Tear Us Apart und dem 1987 erschienenen Album Children Of God arbeiteten die Swans sowohl orchestrale als auch akustische Klänge in ihre Kompositionen ein. Diese Tendenz führten Sänger/Bandchef Michael Gira und Sängerin Jarboe, damals auch privat liiert, in ihrem Seitenprojekt Skin verstärkt fort. 1990, nach dem dritten Album Ten Songs For Another World, wurde das Projekt beendet. Ab 1991 trat Jarboe – neben ihrer fortgesetzten Mitarbeit bei den Swans – mit Soloveröffentlichungen unter ihrem eigenen Namen in Erscheinung.

## Diskografie
- Skin: Blood, Women, Roses (LP/CD) (1987)
- Skin: Girl: Come Out (7"/12") (1987)
- Skin: One Thousand Years (7"/12") (1987)
- Skin: Shame, Humility, Revenge (LP/CD) (1988)
- The World Of Skin: s/t (LP/CD) (Compilation von Tracks von Blood, Women, Roses, One Thousand Years und Shame, Humility, Revenge) (1988)
- The World Of Skin: Ten Songs For Another World (LP/CD) (1990)
- Swans: Children Of God • World Of Skin (Doppel-CD mit dem Swans-Album Children Of God und der Compilation The World Of Skin) (1997)
- Swans: Various Failures 1988-1992 (Doppel-CD mit verschiedenen Tracks der Swans und Auszügen aus dem Album Ten Songs For Another World) (1999)
- Jarboe: Mystery Of Faith – Unreleased Pieces: Swans + World Of Skin (Doppel-CD u. a. mit Stücken der ersten Skin-LP und ersten beiden Skin-12", die nicht Aufnahme in die The World Of Skin-Compilation fanden) (2004)